# 가나야촌 (니가타현 나카쿠비키군)
가나야촌(金谷村)은 니가타현 나카쿠비키군에 존재했던 촌이다.

## 역사
- 1901년 11월 1일 - 나카쿠비키군 시모노고촌, 기타오사키촌이 합병해 가나야촌이 성립하였다.
- 1954년 4월 1일 - 다카다시에 편입되었다.

## 참고문헌
- 『市町村名変遷辞典』東京堂出版、1990年。